# UEFA Europa League finalen 2026
UEFA Europa League finalen 2026 er en fodboldkamp der bliver spillet 20. maj 2026. Kampen bliver spillet på Beşiktaş Stadium i den tyrkiske by Istanbul, og skal finde vinderen af UEFA Europa League 2025-26. Den er kulminationen på den 55. sæson i Europas næststørste klubturnering for hold arrangeret af UEFA, og den 17. finale siden turneringen skiftede navn fra UEFA Cup til UEFA Europa League.